# تکواندو در المپیک تابستانی ۲۰۱۲

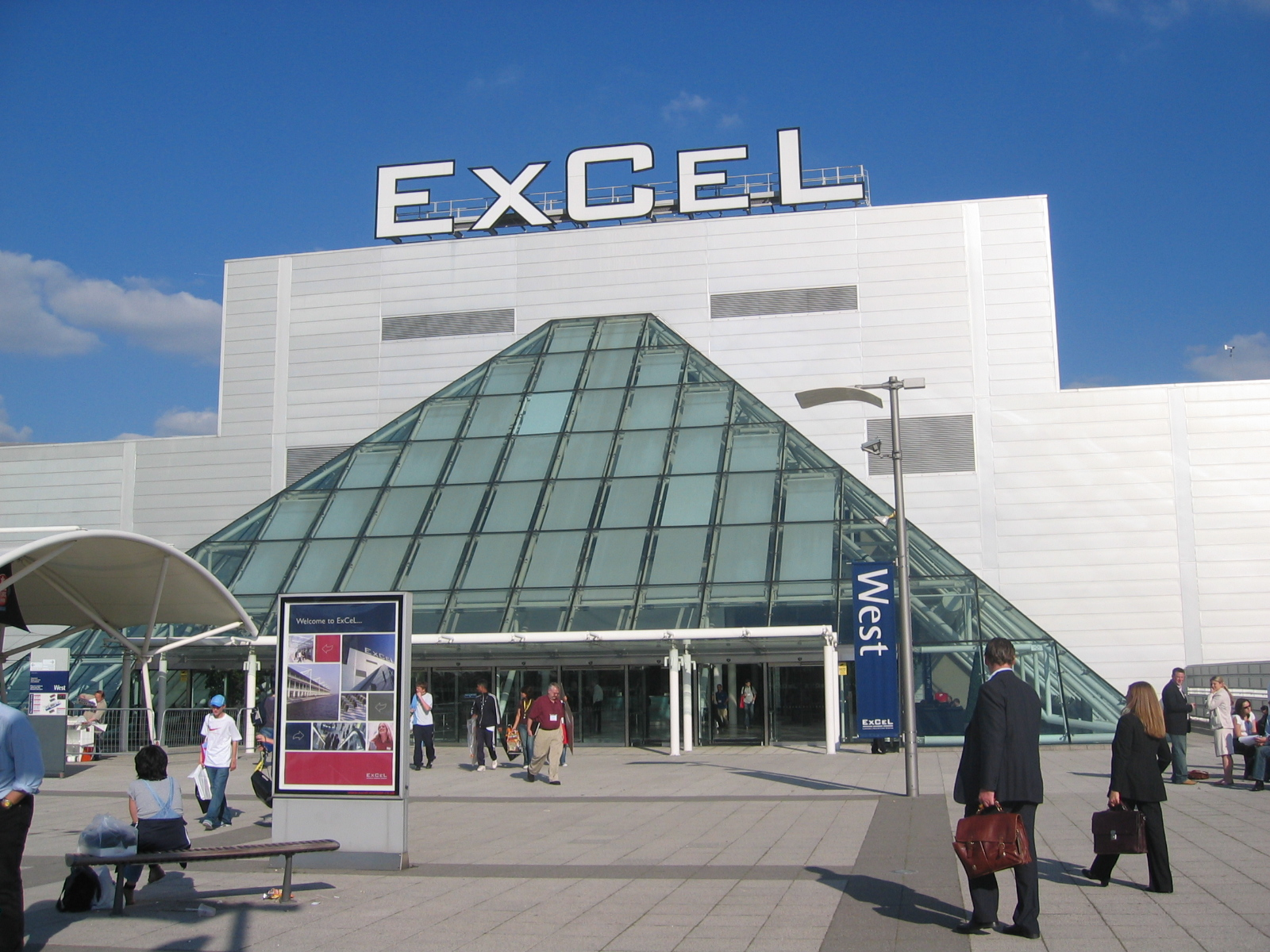
ورزشگاه اکس‌سل لندن

رقابت‌های تکواندو در بازی‌های المپیک تابستانی ۲۰۱۲ در لندن از ۸ تا ۱۱ اوت در اکس‌سل برگزار می‌شود. مسابقات در ۸ وزن (۴ وزن مردان و ۴ وزن زنان) برگزار می‌شود.

## مدال‌ها
| رتبه  | کشور                | طلا | نقره | برنز | مجموع |
| ۱     | چین                 | ۱   | ۱    | ۰    | ۲     |
| ۱     | اسپانیا             | ۱   | ۱    | ۰    | ۲     |
| ۳     | بریتانیای کبیر      | ۱   | ۰    | ۰    | ۱     |
| ۳     | ترکیه               | ۱   | ۰    | ۰    | ۱     |
| ۵     | ایران               | ۰   | ۱    | ۰    | ۱     |
| ۵     | کره جنوبی           | ۰   | ۱    | ۰    | ۱     |
| ۷     | افغانستان           | ۰   | ۰    | ۱    | ۱     |
| ۷     | کلمبیا              | ۰   | ۰    | ۱    | ۱     |
| ۷     | کرواسی              | ۰   | ۰    | ۱    | ۱     |
| ۷     | فرانسه              | ۰   | ۰    | ۱    | ۱     |
| ۷     | روسیه               | ۰   | ۰    | ۱    | ۱     |
| ۷     | چین تایپه           | ۰   | ۰    | ۱    | ۱     |
| ۷     | تایلند              | ۰   | ۰    | ۱    | ۱     |
| ۷     | ایالات متحده آمریکا | ۰   | ۰    | ۱    | ۱     |
| مجموع | مجموع               | ۴   | ۴    | ۸    | ۱۶    |

## رقابت‌های مردان
| رویداد                                                                                      | طلا                               | نقره                     | برنز                                    |
| خیلی سبک وزن (58 کیلوگرم) {{Detailslink\|Taekwondo at the تابستانی 2012 Olympics – Men's 58 | لی دائه-هون · کره جنوبیلی داه هون | الکسی دنیسنکو · روسیه    |                                         |
| خیلی سبک وزن (58 کیلوگرم) {{Detailslink\|Taekwondo at the تابستانی 2012 Olympics – Men's 58 | لی دائه-هون · کره جنوبیلی داه هون | اسکار مونوز · کلمبیا     |                                         |
| سبک وزن (68 کیلوگرم)                                                                        | سروت تزگول · ترکیه                | محمد باقری معتمد · ایران | Terrence Jennings · ایالات متحده آمریکا |
| سبک وزن (68 کیلوگرم)                                                                        | سروت تزگول · ترکیه                | محمد باقری معتمد · ایران | روح‌الله نیکپا · افغانستان               |
| متوسط وزن (80 کیلوگرم)                                                                      | Sebastián Crismanich · آرژانتین   | Nicolás García · اسپانیا | لاتلو محمد · بریتانیای کبیر             |
| متوسط وزن (80 کیلوگرم)                                                                      | Sebastián Crismanich · آرژانتین   | Nicolás García · اسپانیا | Mauro Sarmiento · ایتالیا               |
| سنگین وزن (+80 کیلوگرم)                                                                     | Carlo Molfetta · ایتالیا          | آنتونی اوبامه · گابن     | روبلیس دسپاینه · کوبا                   |
| سنگین وزن (+80 کیلوگرم)                                                                     | Carlo Molfetta · ایتالیا          | آنتونی اوبامه · گابن     | Liu Xiaobo · چین                        |

## رقابت‌های زنان
| رویداد                    | طلا                          | نقره                          | برنز                                  |
| خیلی سبک وزن (49 کیلوگرم) | Wu Jingyu · چین              | Brigitte Yagüe · اسپانیا      | Chanatip Sonkham · تایلند             |
| خیلی سبک وزن (49 کیلوگرم) | Wu Jingyu · چین              | Brigitte Yagüe · اسپانیا      | Lucija Zaninović · کرواسی             |
| سبک وزن (57 کیلوگرم)      | Jade Jones · بریتانیای کبیر  | Hou Yuzhuo · چین              | Marlène Harnois · فرانسه              |
| سبک وزن (57 کیلوگرم)      | Jade Jones · بریتانیای کبیر  | Hou Yuzhuo · چین              | تسنگ لی-چنگ · چین تایپه               |
| متوسط وزن (67 کیلوگرم)    | Hwang Kyung-Seon · کره جنوبی | نور تاتار · ترکیه             | Paige McPherson · ایالات متحده آمریکا |
| متوسط وزن (67 کیلوگرم)    | Hwang Kyung-Seon · کره جنوبی | نور تاتار · ترکیه             | Helena Fromm · آلمان                  |
| سنگین وزن (+67 کیلوگرم)   | Milica Mandić · صربستان      | Anne-Caroline Graffe · فرانسه | Anastasia Baryshnikova · روسیه        |
| سنگین وزن (+67 کیلوگرم)   | Milica Mandić · صربستان      | Anne-Caroline Graffe · فرانسه | María Espinoza · مکزیک                |

## کشورهای شرکت کننده
در بازی‌های تکواندو ۱۲۸ ورزشکار از ۶۳ کشور به رقابت پرداختند. فقط ورزشکاران کشورهای مصر، بریتانیا، کره، مکزیک، روسیه و ایالات متحده آمریکا توانستند سهمیه ۴ ورزشکار تکواندو را به دست آورند.
| - افغانستان (۲) - الجزایر (۱) - آرژانتین (۲) - ارمنستان (۱) - استرالیا (۲) - جمهوری آذربایجان (۲) - برزیل (۲) - جمهوری آفریقای مرکزی (۲) - کامبوج (۱) - کانادا (۳) - شیلی (۱) - چین (۳) - ساحل عاج (۱) - کلمبیا (۱) - کاستاریکا (۱) - کرواسی (۲) |  | - کوبا (۳) - جمهوری دومینیکن (۱) - مصر (۴) - اسپانیا (۳) - فنلاند (۱) - فرانسه (۲) - گابن (۱) - بریتانیای کبیر (۴) - آلمان (۲) - یونان (۱) - گرنادا (۱) - گواتمالا (۱) - ایران (۳) - ایتالیا (۲) - جامائیکا (۱) - اردن (۳) |  | - ژاپن (۲) - قزاقستان (۳) - قرقیزستان (۱) - کره جنوبی (۴) - لبنان (۱) - مراکش (۳) - مکزیک (۴) - مالی (۱) - هلند (۱) - نیجریه (۲) - نیوزیلند (۳) - پاناما (۱) - پرو (۱) - پاپوآ گینه نو (۱) - لهستان (۱) - روسیه (۴) |  | - ساموآ (۲) - سنگال (۱) - اسلوونی (۳) - صربستان (۳) - سوئد (۲) - تایلند (۳) - تاجیکستان (۲) - چین تایپه (۳) - تونس (۱) - ترکیه (۳) - اوکراین (۲) - ایالات متحده آمریکا (۴) - ازبکستان (۳) - ویتنام (۲) - یمن (۱) |